# 柳家小八
柳家 小八（やなぎや こはち）は、落語の名跡。
- 柳家小八 - 後∶柳家喜多八
- 柳家小八 - 本項にて記述

柳家 小八（やなぎや こはち、1977年1月26日 - ）は、広島県出身の落語家。落語協会所属の真打。出囃子は『外記猿』、紋は『変り羽団扇』。本名∶児玉 泰宏。妻は同じく落語家の弁財亭和泉。

## 来歴
近畿大学附属福山高等学校（現・近畿大学附属広島高等学校福山校）を卒業して東京農工大学工学部に進学。落語研究会に入部、落研の後輩に立川小春志がいる。
初めて落語を聴いたのは大学入学後に上京してからである。友人に誘われて落語研究会に入り、浅草演芸ホールの寄席が最初の落語。その時の出演者の一人が最初の師匠・柳家喜多八であった。その印象の強さから喜多八への弟子入りを志願し、寄席の楽屋で出待ちをするなどしたが、何度も断られる。「噺家になりたいなら、他の師匠を紹介する」とも言われたが諦めきれなかった。
2001年3月に大学を卒業するが、就職せずにアルバイトをしながら1年半以上弟子入りを嘆願し、認められて2003年2月に入門。4月に前座になる。名は「小たま」。弟子入り後は住み込みではなく、何か用事がある時に電話で呼び出されたので、「落語家初の通信制弟子」と話すことがある。
2006年5月、二つ目に昇進。「ろべえ」に改名。この名前は、東海道中膝栗毛の弥次郎兵衛・喜多八にちなみ、弥次郎兵衛（やじろべえ）の「ろべえ」からつけられた。
2016年5月、師匠喜多八が死去。大師匠である10代目柳家小三治門下となる。この頃真打昇進の内定が出る。
2017年3月、真打に昇進。同時に喜多八の前名である「小八」に改名した。

## 芸歴
- 2003年
  - 2月 - 柳家喜多八に入門。
  - 4月 - 前座となる、前座名｢小たま｣。
- 2006年5月 - 二ツ目昇進、｢ろべえ｣と改名。
- 2016年 - 師匠喜多八死去、十代目柳家小三治門下へ移籍。
- 2017年3月 - 真打昇進、「小八」と改名。

## 演目
- 青菜
- 明烏
- 井戸の茶碗
- 居残り佐平次
- 御神酒徳利
- お見立て
- 甲府い
- 五人廻し
- 子別れ
- 蒟蒻問答
- 佐々木政談
- 品川心中
- 崇徳院
- 千両蜜柑
- 大工調べ
- たけのこ
- 唐茄子屋政談
- 中村仲蔵
- 夏泥
- 二番煎じ
- 花見の仇討
- 船徳
- 妾馬

## 弟子
- 柳家しろ八

## 人物
モットーは「清く、けだるく、元気良く!」。これは、師匠である柳家喜多八のモットー「清く、けだるく、美しく」にちなむと思われる。
落語協会の2003年同期10人組で『TEN』を結成。ブログなどで情報発信をしていた。他のメンバーは、古今亭文菊、三遊亭ときん、鈴々舎馬るこ、桂三木助、柳亭こみち、古今亭志ん五、古今亭駒治、柳家小平太、柳家勧之助。